# Rita Moreno
Rita Moreno (født Rosita Dolores Alverío 11. december 1931 i Humacao, Puerto Rico) er en puertoricansk-amerikansk skuespiller, sanger og danser. 
Moreno flyttede som 5-årig med sin mor til New York City og debuterede på Broadway som 13-årig. 
Hendes rolle som Anita i West Side Story blev hendes gennembrud. For rollen vandt hun i 1961 både en Oscar for bedste kvindelige birolle og en Golden Globe Award for bedste kvindelige birolle.
I 2004 blev hun af George W. Bush dekoreret med Presidential Medal of Freedom. Barack Obama tildelte hende i 2009 National Medal of Arts. Hun har desuden en stjerne på Hollywood Walk of Fame.

## Udvalgt filmografi
- Singin' in the Rain (1952)
- Kongen og jeg (1956)
- West Side Story (1961)
- Angus (1995)
- De fire årstider (1981)

### Tv-serier
- The Muppet Show (1976)
- 9 to 5 (1982-83 og 1986-88)
- Oz (1997-2003)
- Ugly Betty (2007)
- One Day at a Time (2017-)